# مسجد بل سنغي
مسجد بل سنغي (بالفارسية: مسجد پل سنگی) هو مسجد تاريخي يعود إلى عصر القاجاريون، ويقع في تبريز.